# حكومة جراد الثانية
حكومة عبد العزيز جراد حكومة جزائرية كُلّف برئاستها الوزير الأول عبد العزيز جراد الذي عيّنهُ رئيس الجمهورية عبد المجيد تبون في 23 جوان 2020.
أُعلن عن تشكيلة الحكومة في 23 جوان 2020.

## أعضاء الحكومة
- رئيس الجمهورية وزير الدفاع الوطني : عبد المجيد تبون
- عبد العزيز جراد، الوزير الأول

الوزراء
- صبري بوقادوم وزيرا للخارجية
- كمال بلجود وزيرا للداخلية
- بلقاسم زغماتي وزيرا للعدل، حافظا للأختام
- أيمن بن عبد الرحمان وزيرا للمالية
- عبد المجيد عطار وزيرا للطاقة
- شمس الدين شيتور وزير الانتقال الطاقوي والطاقات المتجددة.
- الطيب زيتوني وزيرا المجاهدين و ذوي الحقوق.
- يوسف بلمهدي وزيرا للشؤون الدينية والأوقاف.
- محمد واجعوط وزير التربية الوطنية.
- عبد الباقي بن زيان وزيرا للتعليم العالي والبحث العلمي.
- هيام بن فريحة وزيرة التكوين والتعليم المهنيين.
- مليكة بن دودة وزيرة الثقافة والفنون.
- سيد علي خالدي وزير الشباب والرياضة.
- منير خالد براح وزير الرقمنة والاحصائيات.
- إبراهيم بومزار وزير البريد والمواصلات السلكية واللاسلكية .
- كوثر كريكو وزيرة التضامن الوطني والأسرة وقضايا المرأة .
  - كلّفت في 29 جويلية 2020 بمهام وزيرة العمل و التشغيل والضمان الاجتماعي بالنيابة.[2]
- فرحات آيت علي إبراهيم وزيرا للصناعة.
- محمد عرقاب وزيرا للمناجم.
- عبد الحميد حمداني وزيرا للفلاحة والتنمية الريفية.
- كمال ناصري وزيرا للسكن والعمران والمدينة.
- كمال رزيق وزيرا للتجارة.
- عمار بلحيمر وزير للإتصال، ناطق رسميا للحكومة.
- فاروق شيعلي وزيرا للأشغال العمومية.
- لزهر هاني وزيرا للنقل.
- ارزقي براقي وزيرا للموارد المائية.
- محمد حميدو وزيرا للسياحة والصناعة التقليدية والعمل العائلي.
- عبد الرحمان بن بوزيد وزيرا للصحة و السكان وإصلاح المستشفيات.
- أحمد شوقي فؤاد عاشق يوسف وزيرا للعمل والتشغيل والضمان الاجتماعي.
  - انهيت مهامه الوزارية في 29 جويلية 2020 كلّفت وزيرة التضامن والأسرة وقضايا المرأة كوثر كريكو بتولّي مهام وزيرة العمل والضمان الاجتماعي بالنيابة.[3]
- بسمة عزوار وزيرة العلاقات مع البرلمان.
- نصيرة بن حراث وزيرة للبيئة.
- سيد أحمد فروخي وزيرا للصيد البحري والمنتجات الصيدية.
- عبد الرحمان لطفي جمال بن باحمد وزيرا للصناعات الصيدلانية.

الوزراء المنتدبون
- محمـد شريف بلميهوب وزيرا منتدب لدى الوزير الأول مكلف بالاستشراف.
- نسيم ضيافات وزيرا منتدب لدى الوزير الأول مكلف بالمؤسسات المصغرة.
- ياسين المهدي وليد وزيرا منتدب لدى الوزير. الأول مكلف باقتصاد المعرفة والمؤسسات الناشئة.
- سمير شعابنة وزيرا منتدبا لدى الوزير الأول، مكلفا بالجالية الوطنية بالخارج، بتاريخ 27 يونيو 2020 ألغي التعيين بمرسوم رئاسي 20-165، من قبل رئيس الجمهورية عبد المجيد تبون بسبب رفض شعابنة التخلي عن الجنسية الفرنسية، وتنص المادة 63 من الدستور: «... التمتع بالجنسية الجزائرية دون سواها شرط لتولي المسؤوليات العليا في الدولة والوظائف السياسية ...».[4][5][6]
- عيسى بكاي وزير منتدب لدى وزير التجارة مكلف بالتجارة الخارجية.
- حمزة أل سيد الشيخ وزير منتدب لدى وزيرة البيئة مكلف بالبيئة الصحراوية.

كتاب الدولة
- سليمة سواكري كاتبة للدولة لدى وزير الشباب والرياضة، مكلفة برياضة النخبة.
- بشير يوسف سحيري كاتبا للدولة لدى وزيرة الثقافة والفنون، مكلفا بالصناعة السينماتوغرافية والإنتاج الثقافي.

الأمناء
الأمين العام للحكومة: يحيى بوخاري

## وصلات خارجية
- الموقع الإلكتروني للحكومة الجزائرية